# Pražská pole
Pražská pole este o arie protejată (sit de importanță comunitară — SCI) din Republica Cehă întinsă pe o suprafață de 109,94 ha, integral pe uscat.

## Localizare
Centrul sitului Pražská pole este situat la coordonatele 50°26′26″N 13°24′46″E / 50.440556°N 13.412778°E.

## Înființare
Situl Pražská pole a fost declarat sit de importanță comunitară în mai 2016 pentru a proteja 3 specii de animale.

## Biodiversitate
Situată în ecoregiunea continentală, aria protejată nu include niciun habitat protejat.
La baza desemnării sitului se află mai multe specii protejate:
- amfibieni (2): buhai de baltă cu burta roșie (Bombina bombina), triton cu creastă (Triturus cristatus)
- nevertebrate (1): libelule (Leucorrhinia pectoralis)